# Василёвка (Добрушский район)
Василёвка (бел. Васілёўка) — посёлок в Рассветовском сельсовете Добрушского района Гомельской области Республики Беларусь.

## География

### Расположение
В 3 км на север от Добруша и железнодорожной станции в этом городе, в 31 км от Гомеля.

## Транспортная система
Рядом автомобильная дорога Ветка — Добруш.
В посёлке 16 жилых домов (2004 год). Планировка складывается из прямолинейной улицы с ориентацией с юго-запада на северо-восток. Застройка деревянными домами.

## История
Посёлок основан в начале XX века переселенцами с соседних деревень. В 1926 году действовало почтовое отделение. В Марьинском сельсовете Добрушского района Гомельского округа. В 1929 году жители посёлка вступили в колхоз.
В 1959 году деревня находилась в составе совхоза «Добрушский» с центром в деревне Рассвет.

## Население

### Численность
- 2004 год — 16 дворов, 28 жителей

### Динамика
- 1926 год — 33 двора, 175 жителей
- 1959 год — 158 жителей (согласно переписи)
- 2004 год — 16 дворов, 28 жителей